# ジェイボン・ハーグレイブ
ジェイボン・ディアンドレ・ハーグレイブ（Javon DeAndre Hargrave, 1993年2月7日 - ）は、アメリカ合衆国ノースカロライナ州ソールズベリー出身のプロアメリカンフットボール選手。NFLのミネソタ・バイキングスに所属している。ポジションはディフェンシブタックル。

## 経歴

### カレッジ
サウスカロライナ州立大学で4年間プレーし、通算で210タックル、37サックを記録した。
| 2012 | 11 | 45  | 26  | 19 | 4.5  | 2.0  | 0 | 0 |
| 2013 | 11 | 51  | 27  | 24 | 12.5 | 5.5  | 3 | 1 |
| 2014 | 12 | 55  | 47  | 8  | 24   | 16.0 | 3 | 1 |
| 2015 | 11 | 59  | 43  | 16 | 22   | 13.5 | 2 | 0 |
| 通算 | 45 | 210 | 143 | 67 | 63.0 | 37.0 | 8 | 2 |

### ピッツバーグ・スティーラーズ
2016年のNFLドラフトにて全体89位でピッツバーグ・スティーラーズから指名され、その後4年総額311万ドルのルーキー契約を結んだ。
1年目の2016年シーズンから先発に定着した。チームはプレーオフに出場し、AFCチャンピオンシップまで勝ち上がったが、ニューイングランド・ペイトリオッツに敗れた。
2019年シーズン、第10週のロサンゼルス・ラムズ戦でジャレッド・ゴフからサックを記録し、そのままキャリア初となるタッチダウンを記録した。

### フィラデルフィア・イーグルス
2020年3月21日にフィラデルフィア・イーグルスと3年総額3,900万ドルの契約を結んだ。
2021年シーズンは第1週のアトランタ・ファルコンズ戦でマット・ライアンから2サックを記録。第3週のダラス・カウボーイズ戦ではダック・プレスコットから2サックを記録した。このシーズンは自身初となるプロボウルに選出された。
2022年シーズンは自己最多となる11サックを記録した。プレーオフではスーパーボウルに進出したが、カンザスシティ・チーフスに敗れた。

### サンフランシスコ・49ers
2023年3月16日にサンフランシスコ・49ersと4年総額8,400万ドルの契約を結んだ。
2024年シーズンは怪我により3試合の出場に留まり、シーズン終了後に自由契約となった。

### ミネソタ・バイキングス
2025年3月12日にミネソタ・バイキングスと2年総額3,000万ドルの契約を結んだ。